# Eoscorpiidae
Ne doit pas être confondu avec Euscorpiidae.
Famille
Les Eoscorpiidae sont une famille fossile de scorpions.

## Répartition
Les espèces de cette famille ont été découvertes au Royaume-Uni, aux États-Unis, en Allemagne et au Canada. Elles datent du Carbonifère.

## Liste des genres
Selon World Spider Catalog 20.5 :
- † Eoscorpius Meek & Worthen, 1868
- † Eskioscorpio Kjellesvig-Waering, 1986
- † Trachyscorpio Kjellesvig-Waering, 1986

## Publication originale
- (en) Samuel Hubbard Scudder, « A contribution to our knowledge of Paleozoic Arachnida », Proceedings of the American Academy of Arts and Sciences, 1884, vol. 20, p. 13-22 (lire en ligne).